# Anton Anderson Memorial Tunnel

L'Anton Anderson Memorial Tunnel est un tunnel d'Alaska reliant l'autoroute de Seward, au sud d'Anchorage, avec la communauté relativement isolée de Whittier, en passant sous le mont Maynard. Il fait partie de la route du glacier Portage et avec ses 4184 mètres, est le second plus long tunnel autoroutier et le plus long tunnel combiné rail-route en Amérique du Nord.
Le tunnel d'origine fut achevé en 1943 ; il était seulement ferroviaire. Au milieu des années 1960, la compagnie Alaska Railroad commença à proposer un service de navettes pour automobiles comparable à l'« Auto train » d'Amtrak. Comme le trafic pour Whittier augmentait, la navette ferroviaire devint insuffisante, ce qui déboucha dans les années 1990 sur le projet de convertir le tunnel en voie unique, combinant route et rails. La construction débuta en septembre 1998, et le tunnel combiné fut ouvert au trafic le 7 juin 2000.
Étant donné que le trafic vers l'Est, le trafic vers l'Ouest et les trains se partageant le tunnel, il y a souvent 20 minutes d'attente ou plus pour y entrer. Selon le site du Département des Transports par Tunnel d'Alaska, Anderson Memorial Tunnel est actuellement « le plus long tunnel combiné rail-route d'Amérique du Nord ». C'était aussi le plus long tunnel routier d'Amérique du Nord, jusqu'à l'achèvement du tunnel de Interstate 93 à Boston, qui fait partie du projet "Big Dig" (il mesure 5,6 km).
L'Anton Anderson Memorial Tunnel a reçu en 2001 un Outstanding Civil Engineering Achievement Award (Prix pour une réalisation exceptionnelle de génie civil) de l'American Society of Civil Engineers.

## Liens Externes
- Le tunnel sur Structurae.